# Malthonea ruficornis
Malthonea ruficornis es una especie de escarabajo longicornio del género Malthonea, tribu Desmiphorini, subfamilia Lamiinae. Fue descrita científicamente por Belon en 1903.
La especie se mantiene activa durante el mes de agosto.

## Descripción
Mide 5-6 milímetros de longitud.

## Distribución
Se distribuye por Bolivia y Ecuador.